# Plethodon idahoensis
Plethodon vandykei idahoensis (tên tiếng Anh: Coeur d'Alene Salamander) là một loài kỳ giông thuộc chi Plethodon trong họ kỳ giông không phổi (Plethodontidae).